# Авраменко Володимир Анатолійович
Володи́мир Анато́лійович Авра́менко (нар. 8 березня 1945, Гарц, Німеччина) — український прозаїк. Член Національної спілки письменників України з 1997 року.

## З життєпису
Народився в місті Гарц в Німеччині, дитинство провів в селі Острів Рокитянського району Київської області. Закінчив історико-педагогічний факультет Київського педагогічного інституту.
Працював робітником на київських заводах, на педагогічній роботі, начальником управління друкованих ЗМІ та інформаційних агентств Держкомтелерадіо України.
Автор повісті «Грішники без покаяння», «Викрадення», романів «Карти на стіл, панове!», «Господи! Прости нещасних, або Ляльководи в законі», «Авантюра», «Дракон завдає удару».